# Paul Pressey
Paul Matthew Pressey (Richmond, Virginia, 24 de diciembre de 1958) es un exjugador y entrenador de baloncesto estadounidense que jugó durante once temporadas en la NBA. Con 1,96 metros de altura, jugaba en la posición de escolta. Es el padre del también baloncestista Phil Pressey.

## Trayectoria deportiva

### Universidad
Tras pasar dos años en el pequeño Western Texas College, jugó dos temporadas con los Golden Hurrican de la Universidad de Tulsa, en las que promedió 11,7 puntos, 5,9 rebotes y 4,6 asistencias por partido. En 1982 fue elegido Jugador del Año de la Missouri Valley Conference.

### Profesional
Fue elegido en la vigésima posición del Draft de la NBA de 1982 por Milwaukee Bucks, con los que disputó ocho temporadas. En 1985 y 1986 fue incluido en el Mejor quinteto defensivo de la NBA, y en el segundo en 1987.
El 1 de agosto de 1990 fue traspasado a San Antonio Spurs a cambio de Frank Brickowski. Jugó dos temporadas, y en la temporada 1992-93 fichó por Golden State Warriors, donde ejerció como jugador y además como asistente del entrenador, retirándose al finalizar la misma.

## Estadísticas de su carrera en la NBA

### Temporada regular
| Año     | Equipo       | PJ  | PT  | MPP  | %TC  | %3P  | %TL  | RPP | APP | ROB | TPP | PPP  |
| ------- | ------------ | --- | --- | ---- | ---- | ---- | ---- | --- | --- | --- | --- | ---- |
| 1982–83 | Milwaukee    | 79  | 18  | 19.3 | .457 | .111 | .597 | 3.6 | 2.6 | 1.3 | 0.6 | 6.7  |
| 1983–84 | Milwaukee    | 81  | 18  | 21.4 | .523 | .222 | .600 | 3.5 | 3.1 | 1.1 | 0.6 | 8.3  |
| 1984–85 | Milwaukee    | 80  | 80  | 36.0 | .517 | .350 | .758 | 5.4 | 6.8 | 1.6 | 0.7 | 16.1 |
| 1985–86 | Milwaukee    | 80  | 80  | 33.8 | .488 | .182 | .806 | 5.0 | 7.8 | 2.1 | 0.9 | 14.3 |
| 1986–87 | Milwaukee    | 61  | 60  | 33.7 | .477 | .291 | .738 | 4.9 | 7.2 | 1.8 | 0.8 | 13.9 |
| 1987–88 | Milwaukee    | 75  | 75  | 33.1 | .491 | .205 | .798 | 5.0 | 7.0 | 1.5 | 0.5 | 13.1 |
| 1988–89 | Milwaukee    | 67  | 62  | 32.4 | .474 | .218 | .776 | 3.9 | 6.6 | 1.8 | 0.7 | 12.1 |
| 1989–90 | Milwaukee    | 57  | 2   | 24.6 | .472 | .140 | .758 | 3.0 | 4.3 | 1.2 | 0.4 | 11.0 |
| 1990–91 | San Antonio  | 70  | 18  | 24.0 | .472 | .281 | .827 | 2.5 | 3.9 | 0.9 | 0.5 | 7.5  |
| 1991–92 | San Antonio  | 56  | 7   | 13.6 | .373 | .143 | .683 | 1.7 | 2.5 | 0.5 | 0.3 | 2.7  |
| 1992–93 | Golden State | 18  | 0   | 14.9 | .439 | .000 | .778 | 1.7 | 1.7 | 0.6 | 0.3 | 4.4  |
| Total   | Total        | 724 | 420 | 27.2 | .485 | .222 | .749 | 3.9 | 5.1 | 1.4 | 0.6 | 10.6 |

### Playoffs
| Año     | Equipo      | PJ | PT | MPP  | %TC  | %3P  | %TL  | RPP | APP | ROB | TPP | PPP  |
| ------- | ----------- | -- | -- | ---- | ---- | ---- | ---- | --- | --- | --- | --- | ---- |
| 1982–83 | Milwaukee   | 9  | -  | 16.7 | .404 | .000 | .400 | 3.7 | 1.6 | 1.0 | 0.7 | 5.1  |
| 1983–84 | Milwaukee   | 16 | -  | 21.9 | .520 | .000 | .679 | 3.7 | 3.1 | 1.4 | 0.6 | 8.9  |
| 1984–85 | Milwaukee   | 8  | 8  | 37.0 | .511 | .333 | .816 | 6.0 | 7.6 | 2.3 | 0.6 | 15.3 |
| 1985–86 | Milwaukee   | 14 | 14 | 37.9 | .484 | .333 | .761 | 4.3 | 7.9 | 1.3 | 0.9 | 16.1 |
| 1986–87 | Milwaukee   | 12 | 12 | 38.8 | .466 | .125 | .739 | 5.2 | 8.6 | 2.3 | 0.7 | 14.3 |
| 1987–88 | Milwaukee   | 5  | 5  | 35.6 | .460 | .333 | .767 | 3.8 | 6.6 | 0.8 | 0.6 | 14.0 |
| 1989–90 | Milwaukee   | 4  | 2  | 32.3 | .432 | .000 | .808 | 5.3 | 7.5 | 1.5 | 0.3 | 14.8 |
| 1990–91 | San Antonio | 4  | 0  | 31.0 | .406 | .250 | .667 | 2.8 | 4.0 | 2.0 | 0.8 | 8.3  |
| 1991–92 | San Antonio | 3  | 2  | 15.3 | .333 | .500 | .000 | 1.0 | 1.0 | 1.0 | 0.3 | 4.3  |
| Total   | Total       | 75 | 43 | 30.3 | .471 | .244 | .728 | 4.2 | 5.6 | 1.5 | 0.7 | 11.7 |